# Are You the One? Brasil
Are You the One? Brasil è stato un reality show brasiliano coprodotto da Floresta Produções e trasmesso da MTV. È la versione brasiliana del formato statunitense originale Are You the One? - Un esperimento d'amore ed è stato presentato dell'attore Felipe Titto dal 1º febbraio 2015 al 2018. Per la quarta stagione, il programma è stato trasferito dalla domenica al giovedì sera, ed è stato condotto dall'attore Caio Castro.
Il programma consisteva nella reclusione di 10 uomini e 10 donne in una destinazione paradisiaca con l'obiettivo di trovare la loro combinazione ideale, per un totale di dieci coppie in dieci settimane. Il premio consisteva in una somma di R$ 500.000.